# Grupo de Forcados Amadores da Tertúlia Tauromáquica Terceirense
O Grupo de Forcados Amadores da Tertúlia Tauromáquica Terceirense é um grupo de forcados sedeado em Angra do Heroísmo, nos Açores. O Grupo de Forcados foi fundado a 24 de Junho de 1973 no seio da Tertúlia Tauromáquica Terceirense.

## História
O Grupo foi fundado no seio da Tertúlia Tauromáquica Terceirense, uma tertúlia de natureza taurina fundada a 22 de Janeiro de 1966 na cidade de Angra do Heroísmo por 31 aficionados, entre os quais José Albino Fernandes, Guilherme Manuel Areias Borges Cota, Manuel Machado Cota, Marcelo Borges Pamplona e João Luís Pamplona dos Reis. Os estatutos foram elaborados por Maria João Ávila, Henrique Barcelos e Manuel Machado Cota.
O Grupo de Forcados Amadores foi fundado em 1973, tendo João Hermínio Ferreira como Cabo fundador. A corrida inaugural decorreu a 24 de Junho de 1973 na Monumental de Angra do Heroísmo.
Nos primeiros anos o grupo actuava apenas em praças açorianas. Foi já na década de 1990 que passaram a actuar em Portugal Continental. Fizeram também digressões aos Estados Unidos e ao Canadá. O Grupo debutou no Campo Pequeno, a primeira Praça do País, a 27 de Maio de 1999.
Venceu diversos prémios durante a sua história, sendo de destacar em 2009 a vitória no Concurso de Cernelhas em Évora, disputado entre todos os Grupos de Forcados do País. Em virtude disso, apresenta-se na Praça de Toiros de Évora no ano seguinte.
Em 2011 actua no Campo Pequeno, na corrida do jornal Correio da Manhã, e pega em solitário 6 toiros de Rego Botelho, na apresentação desta ganadaria açoriana na primeira Praça de Portugal. No mesmo ano, estreia-se na Moita do Ribatejo, pegando numa corrida da Feira de Maio.
O actual Cabo João Pedro Ávila assumiu a chefia do Grupo nas Sanjoaninas de 2018, na corrida realizada a 24 de Junho de 2018, após despedida das arenas do anterior Cabo Aldalberto Belerique, após 17 anos no comando do Grupo.

## Cabos
1. João Hermínio Ferreira (1973–1989)
2. António Baldaya (1989–2001)
3. Adalberto Belerique (2001–2018)
4. João Pedro Ávila (2018–presente)